# Église Saint-Hilaire de Labarthe-Bleys
Pour les articles homonymes, voir église Saint-Hilaire.
L'église Saint-Hilaire est une église paroissiale située à Labarthe-Bleys, dans le Tarn (France). Elle se situe au hameau de Bleys, en face du château éponyme.

## Description

### Historique
L'église Saint-Hilaire a sûrement été édifiée au cours du XVe siècle, lors de la forte expansion du village de Bleys, et en même temps que la construction du château de Bleys, en face. Les seigneurs de Bleys, de la famille de Rabastens, avaient d'ailleurs leur tombeau familial au cœur l'église, comme l'atteste le testament de Nicolas de Rabastens le 30 avril 1624, qui demande à être inhumé dans le tombeau de ses ancêtres situé dans l'église. Jusqu'à la Révolution française, elle dépendait du chapitre d'Albi.
Quelques restaurations ont été menés en 2013 et des travaux financés par la fondation du patrimoine ont été prévus en 2014.

### Architecture
Dédiée à Hilaire de Poitiers, l'église Saint-Hilaire est un édifice de style gothique installé au milieu du cimetière. Elle est de petite dimension, avec une nef de seulement 12 mètres et un clocher culminant à 14 mètres. Celui-ci est un clocher-mur, avec 3 ouvertures pour les cloches, dont une seule est encore occupée par une cloche datant de 1852. Le chevet est droit, tandis que la bâtisse se divise en trois travées. La bâtisse présente deux chapelles latérales (qui font office de petit transept), dont une dédiée à saint Loup, et des éléments ornementaux intéressants. Il demeure en effet de nombreuses peintures murales, bien qu'endommagés, une rosace sur le mur est, onze statues, une chaire du XVIIIe siècle et un retable du XIXe siècle. Les voûtes sont en croisées d'ogives, soutenues à l'extérieur par des contreforts. Des dépendances s'appuient sur l'édifice, comme une sacristie au nord, et une annexe au sud. Un joli porche, avec un auvent soutenu par des piliers de bois reliés par des arcs, s'ouvre sur la porte en anse de panier de l'église